# Murnau am Staffelsee
Murnau am Staffelsee è un comune tedesco situato nel land della Baviera.

## Edifici di interesse
- Colonna celebrativa con statua della Madonna  (Ober e Untermarkt)
- Ville, case e una scuola erette da Emanuel von Seidl
- Chiesa parrocchiale di San Nicola
- Castello di Murnau con annesso museo
- Municipio
- Münter-Haus (Russenhaus), casa ove visse Gabriele Münter con Kandinskij dal 1909 al 1914 e dal 1931 fino alla morte con Johannes Eichner
- Monumento a Ludovico II di Baviera, scoperto nel 1894, primo monumento bavarese a Ludovico II[2]
- Chiesa di San Giorgio (Ramsachkircherl) sulla riva della palude di Murnau, a sud della cittadina

## Immagini di Murnau

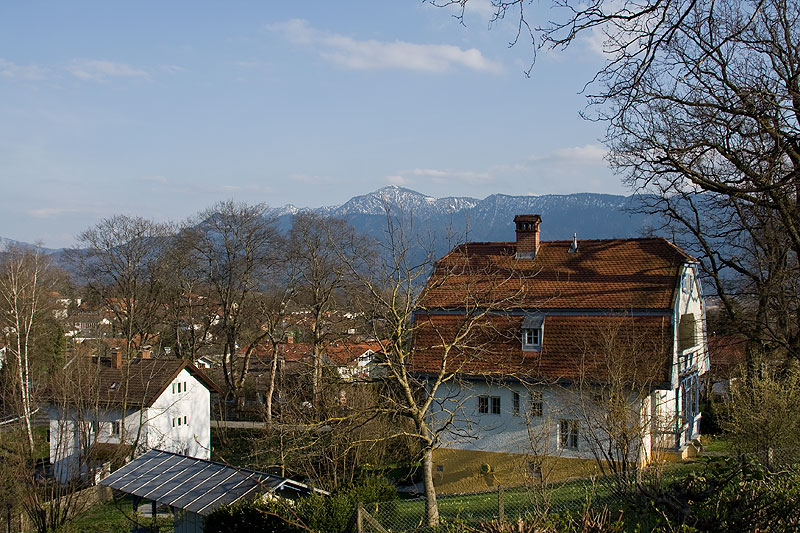
La Münter-Haus; sullo sfondo il monte Heimgarten
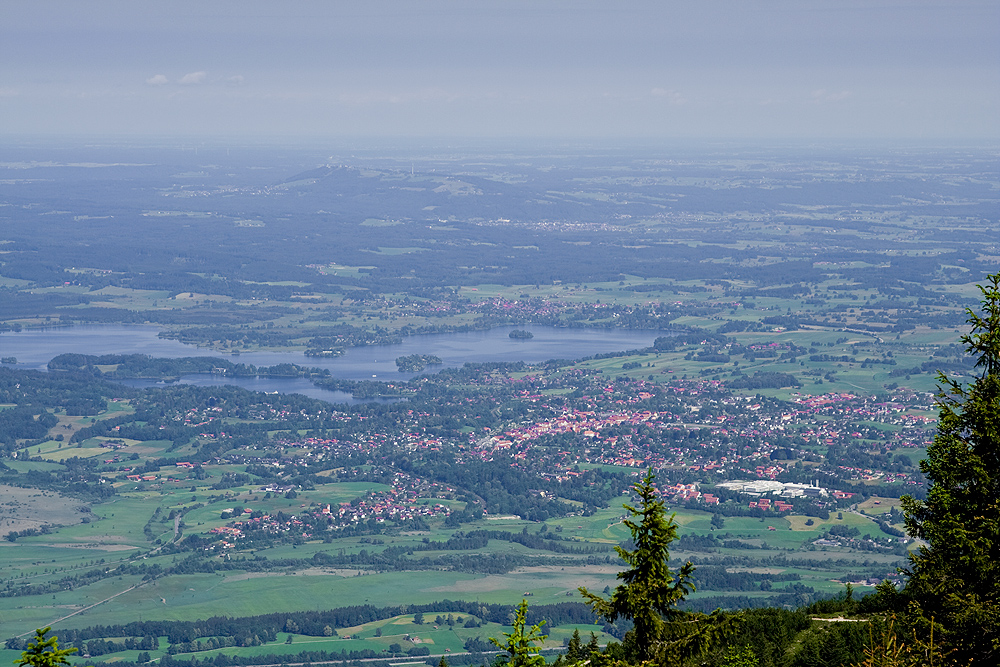
Murnau da sotto la vetta dell'Heimgarten, sullo sfondo il lago Staffelsee
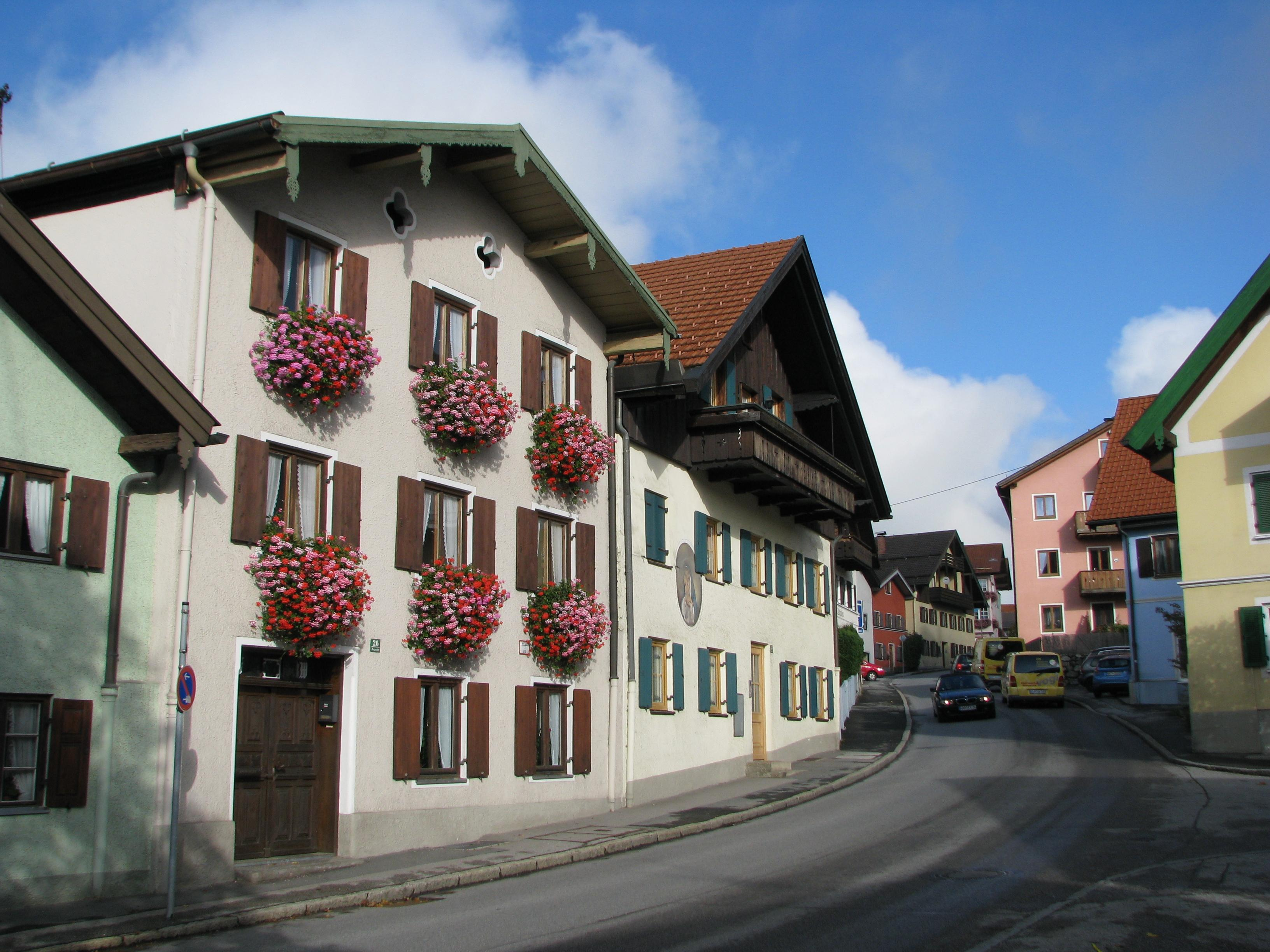
Una via al centro di Murnau
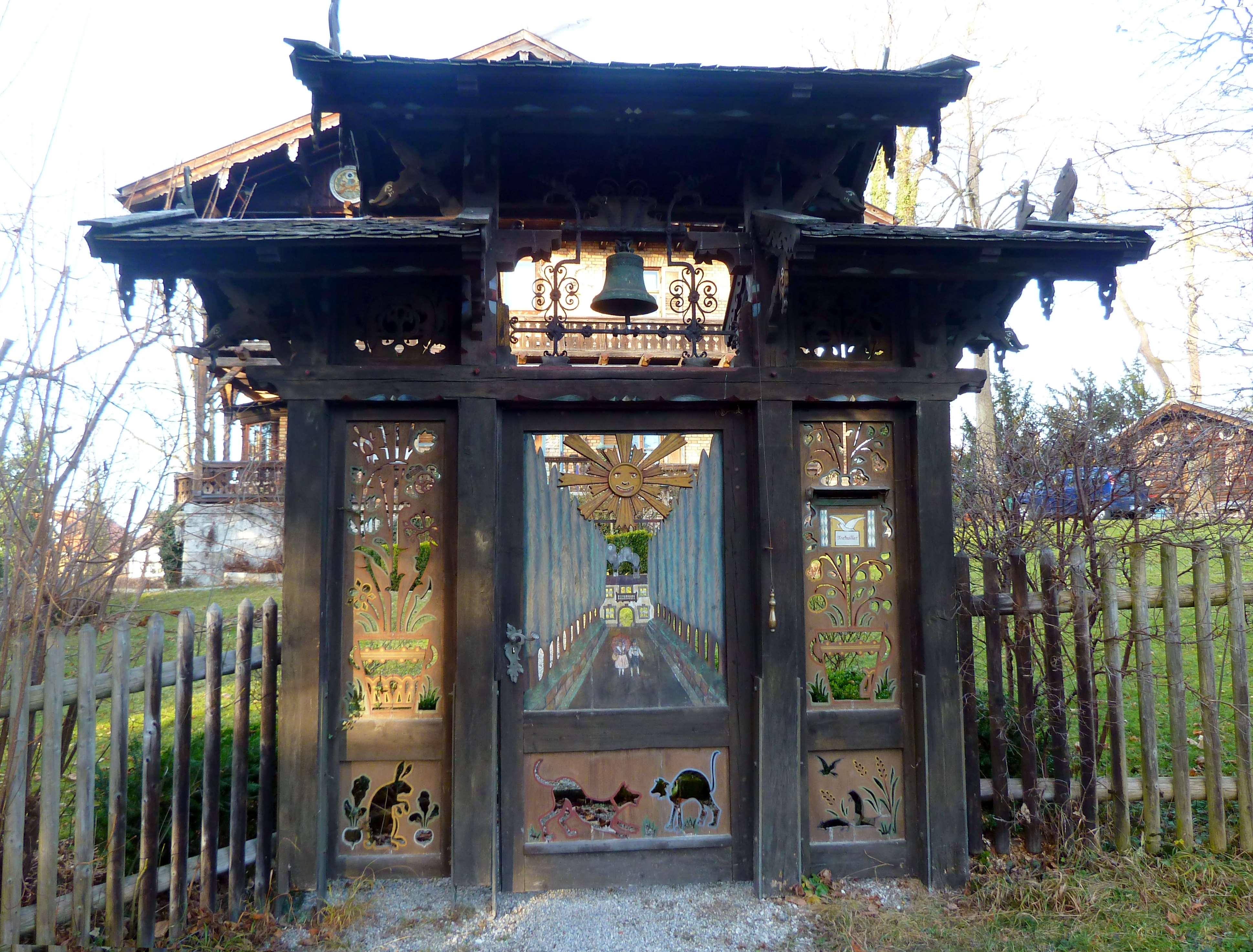
Antica porta nell'Ainmillerpark
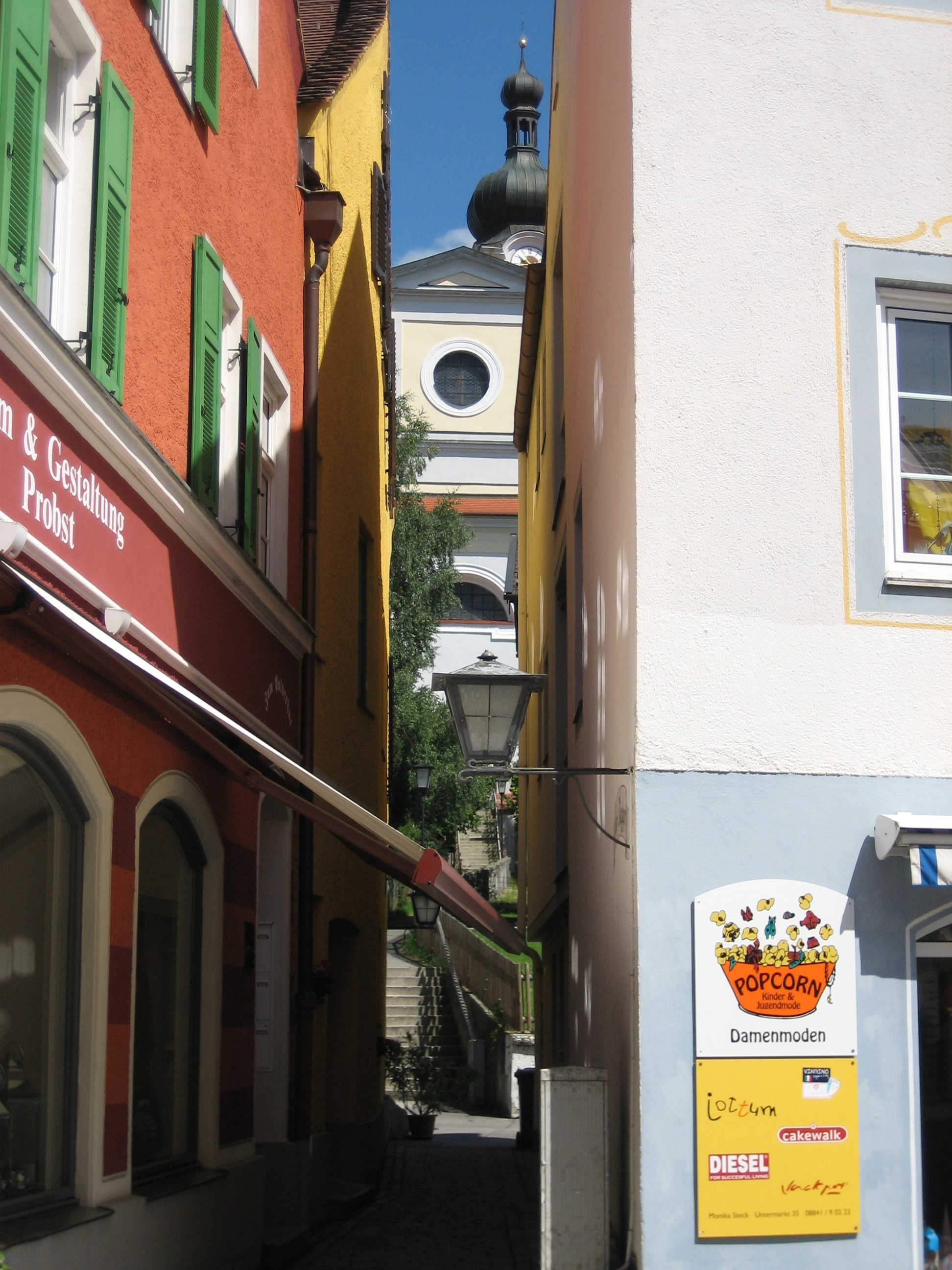
Una via colorata di Murnau
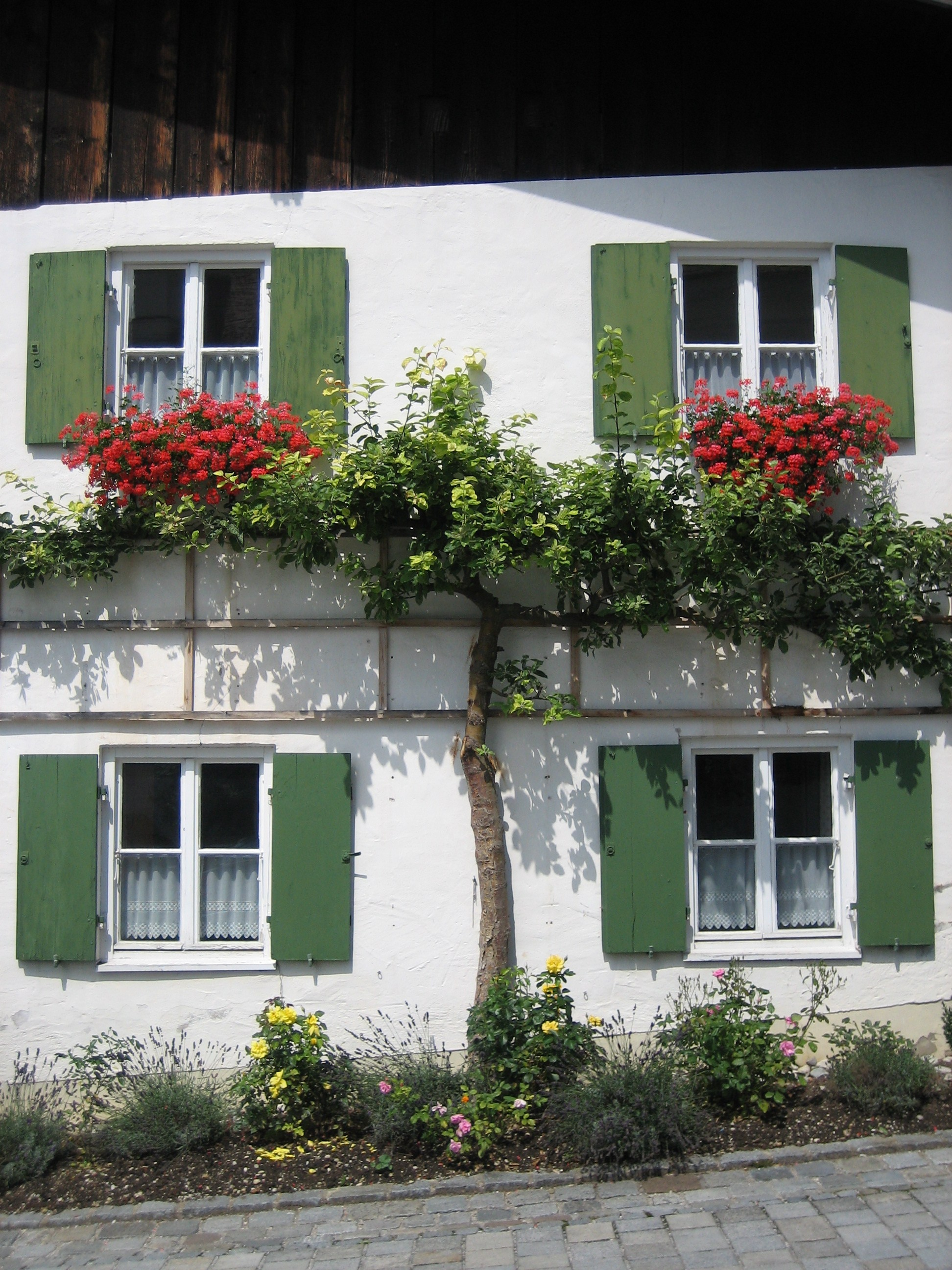
Una casa tipica di Murnau
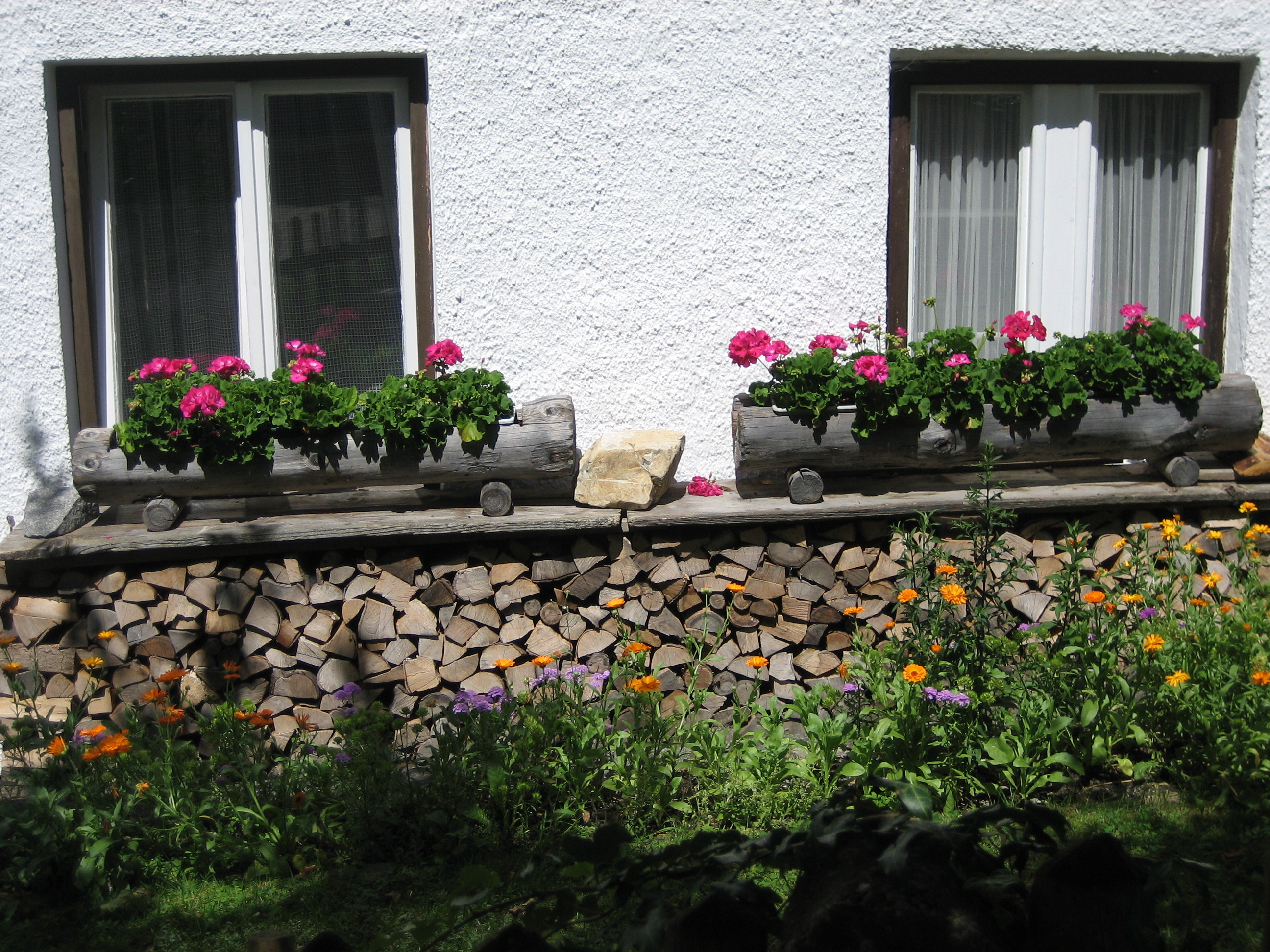
Casa di Murnau